# Špionica Srednja
Špionica Srednja je naseljeno mjesto u sastavu općine Srebrenika, Federacija Bosne i Hercegovine, BiH. Nalazi se u sjeveroistočnom dijelu Bosanske Posavine.

## Povijest
Do 1955. zvala se je Špionica Hrvatska.
Špionica je od 1865. godine samostalna kapelanija, nakon odvajanja od matične župe Dubrave. do 1879. godine. Od 1884. godine je župa i ima svoje župnike. Povremeno je imala svoje župne vikare - kapelane. Špionička župa dio je Brčanskog dekanata u Toliškom arhiđakonatu, u Vrhbosanskoj nadbiskupiji. Obuhvaća Špionicu, Biberovo Polje, Sladnu, Srnicu, Srebrenik i Gornje Hrgove. Župom upravljaju franjevci provincije Bosne Srebrene.

## Kultura
HKD Napredak organizira manifestacije i sadržaje kojima nastoje obilježiti katoličke blagdane na ovim prostorima. Od 2006. organizira Dane kruha i plodova zemlje u Srednjoj Špionici. Od 2006. uoči blagdana Velike Gospe organizira Malu seosku olimpijadu. Natjecanje okupi veliki broj ovdašnjeg raseljenog stanovništva. Najavljeni su novi sadržaji, među kojima izložba narodnih nošnji špioničkih nevjesta, kojoj draž daje što većina udatih žena u Špionici nisu iz toga kraja, nego dolaze s prostora cijele bivše Jugoslavije.

## Stanovništvo
| Špionica Srednja   |                |                |                |
| godina popisa      | 1991.          | 1981.          | 1971.          |
| Hrvati             | 1.083 (95,16%) | 1.166 (91,81%) | 1.205 (96,09%) |
| Muslimani          | 15 (1,31%)     | 47 (3,70%)     | 23 (1,83%)     |
| Srbi               | 2 (0,17%)      | 4 (0,31%)      | 20 (1,59%)     |
| Jugoslaveni        | 7 (0,61%)      | 2 (0,15%)      | 0              |
| ostali i nepoznato | 31 (2,72%)     | 51 (4,01%)     | 6 (0,47%)      |
| ukupno             | 1.138          | 1.270          | 1.254          |

### Šport
"NK Sloga" Utemeljenje nogometnog kluba " Sloga " u Srednjoj Špionici i njegovo uključivanje u ligaška natjecanja pomogao je i novoutemeljeni savez u Srebreniku koji je težio da se na području općine Srebrenik utemelji što više nogometnih klubova da bi se utemeljila Općinska nogometna liga Srebrenik. U Sezoni 1977. NK "Sloga" po prvi put osvaja Općinsku nogometnu ligu Srebrenik i tako se izborila u grupnu ligu Tuzla.
Na osnivačkoj sjednici sabora 5. veljače 1995. Nogometni klub "Sloga" Srednja Špionica promijenio je ime u Frankopan i usvojen poslovnik o radu predsjedništva nogometnog kluba.

## Galerija
- Česma
- Panorama